# マック・セネット
マック・セネット（Mack Sennett、1880年1月17日 - 1960年11月5日）は、アメリカ合衆国の映画プロデューサー、映画監督、脚本家、俳優である。生涯に700本以上をプロデュースし、350本以上に出演し、300本以上を監督し、100本近い脚本を書いた。チャールズ・チャップリンを初めて映画に出したプロデューサーであり、「喜劇王」や「喜劇の父」として知られる。

## 人物・来歴

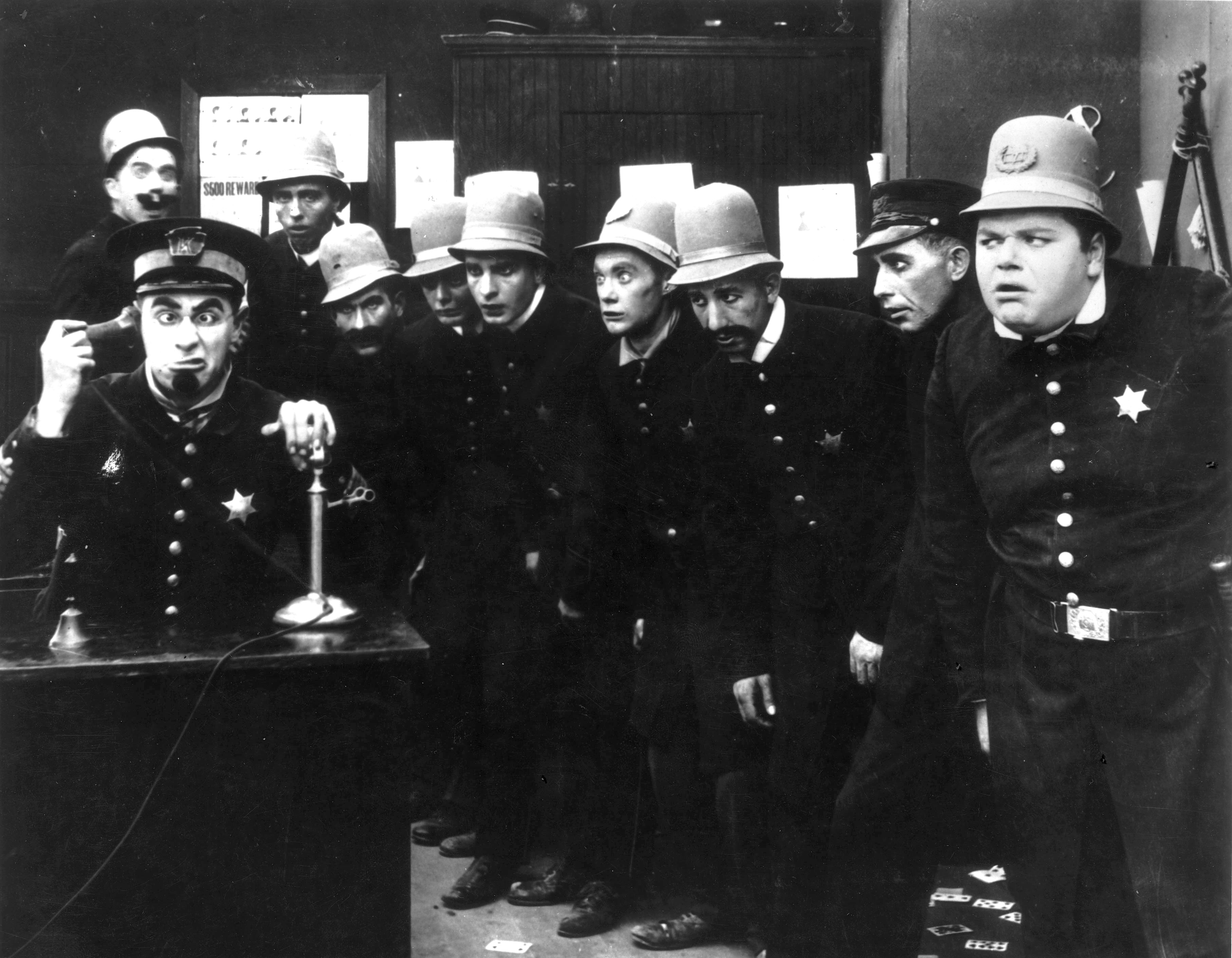
キーストン・コップスの面々。

1880年1月17日、カナダのケベック州リッチモンドにアイルランド移民の子として生まれる。
家族とともにアメリカに移住した17歳のころから、コネチカット州の製鉄所に勤めていたが、1902年、ニューヨークに出て、舞台に職を求めた。1908年にはアメリカン・ミュートスコープ・アンド・バイオグラフのサイレントの短篇映画に初めて出演する。デビュー作では、当時俳優でのちの映画監督のD・W・グリフィスと共演している。グリフィスはやがて監督になり、セネットはメーベル・ノーマンドやメアリー・ピックフォードと共演することになる。同社は翌1909年からバイオグラフ・カンパニーと改称し、1910年には、セネットは監督としてデビューした。

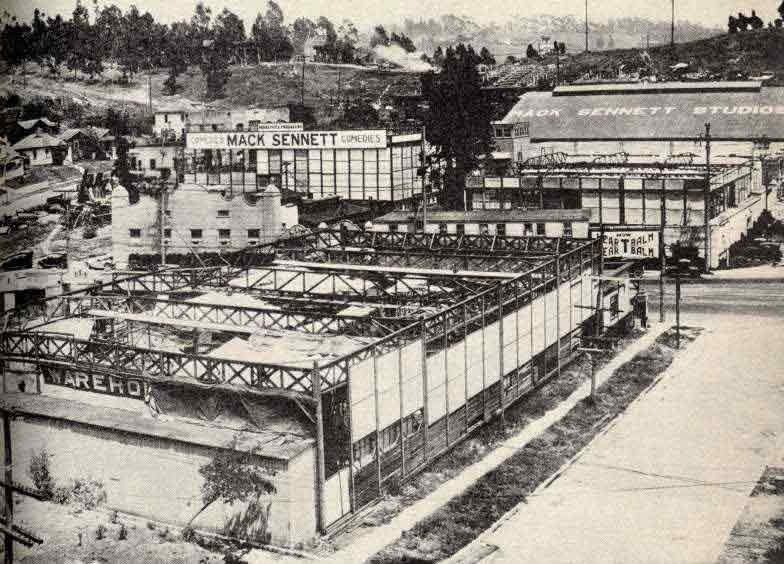
マック・セネット・コメディーズの撮影所、1917年。

1912年、映画会社キーストン・ピクチャーズ・スタジオを設立する。所属する俳優のハンク・マンが考案した警察ギャグ集団「キーストン・コップス」が人気を博す。翌年、チャップリンとロスコー・アーバックルが同社に入社する。
1915年、グリフィス、トーマス・H・インスとともに、映画会社トライアングル・フィルム・コーポレーションを設立した。1917年、キーストンを去り、映画会社マック・セネット・コメディーズを設立する。「海水着美人」を売り出し、名を馳せる。そのころセネットはパラマウント映画にいたが、キーストンは1935年に倒産した。
1960年11月5日、カリフォルニア州ロサンゼルスのウッドランドヒルズで死去した。満80歳没。映画における功績により、ハリウッド・ウォーク・オブ・フェーム（6712 Hollywood Blvd.）に名を残す。

## エピソード
フランスの喜劇映画俳優・監督ジャック・タチが1958年、『ぼくの伯父さん』でアカデミー賞（外国語映画賞）を受賞して訪米する時、映画会社の人間が「ジェリー・ルイス（当時人気絶頂）とお会いになるおつもりがあるならば、セットしますよ。」と言った。彼は答えて、「ジェリー・ルイスと会う必要は感じません。もし会えるなら私はむしろ、マック・セネットと会いたいです。」 と答えた。当時、養老院で最晩年を送っていたセネットはこれを聞いて大いに喜び、ジャックが深く愛したサイレント喜劇映画時代の仲間を呼び集め、ジャックを迎えて親しく歓談したという。そのメンバーとは、無声喜劇映画の巨星たち、すなわちバスター・キートン、ハロルド・ロイド、そしてスタン・ローレル（オリヴァー・ハーディは前年に死去）であった。

## おもなフィルモグラフィ

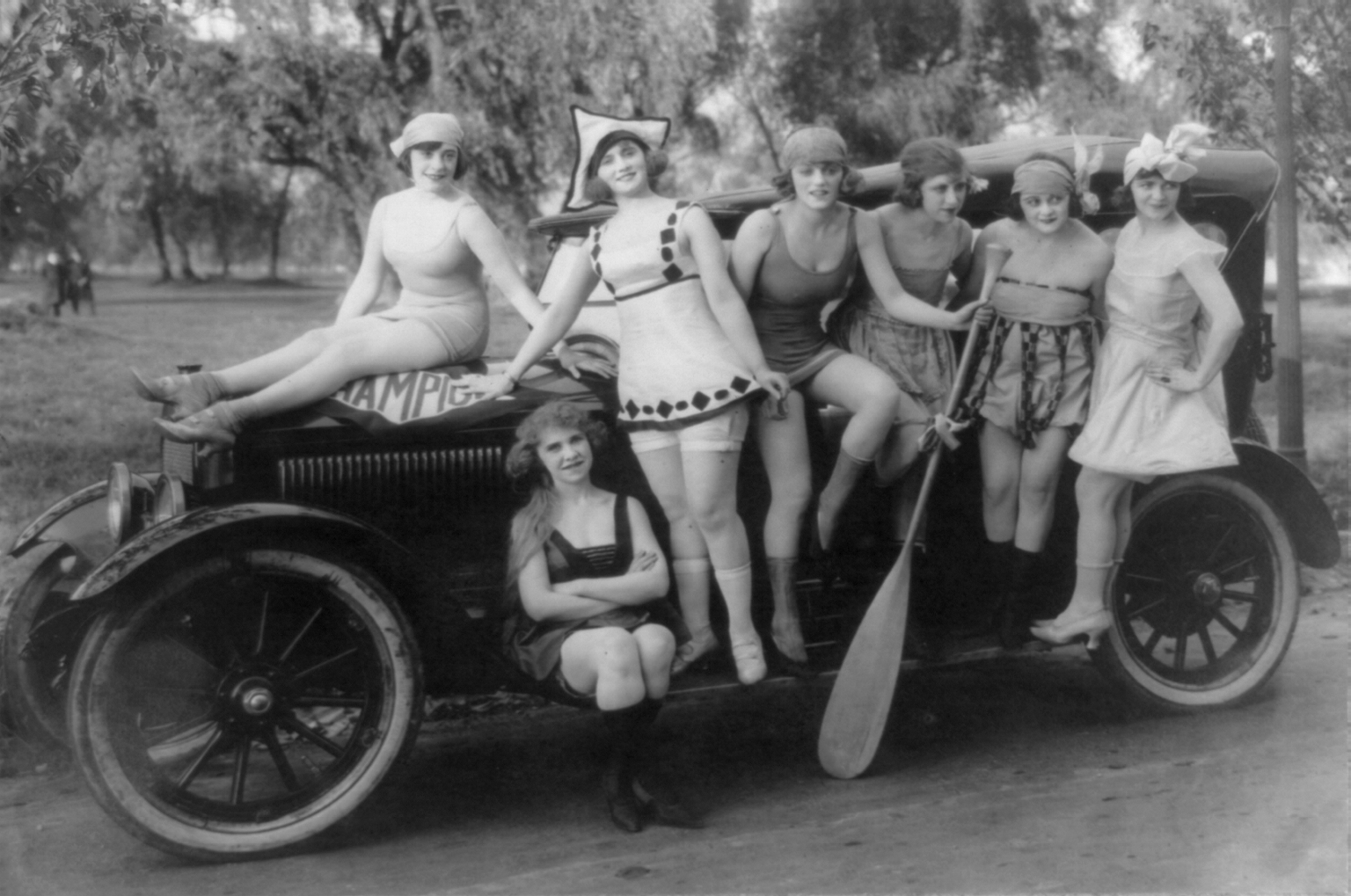
「海水着美人」たち。

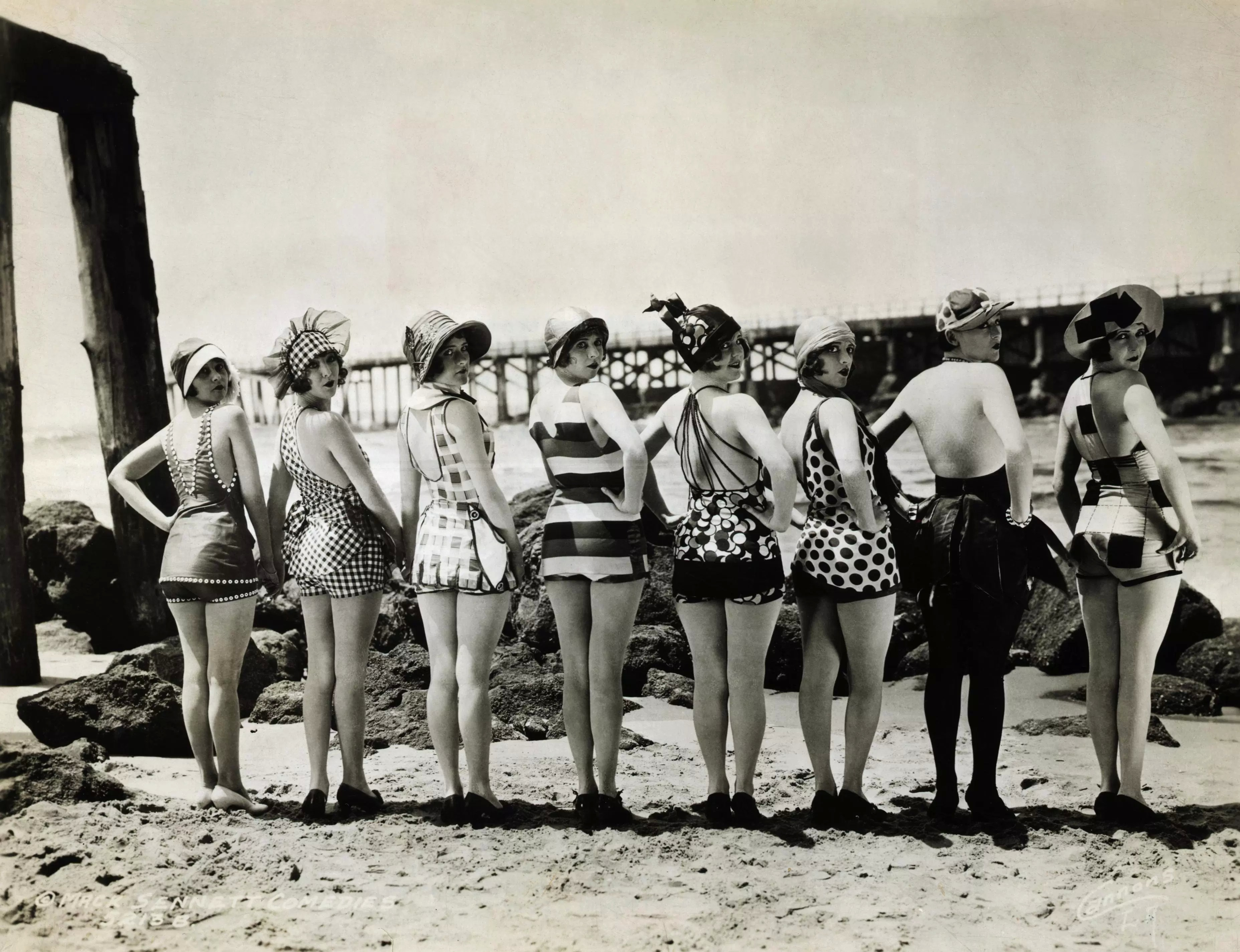
「海水着美人」たち。

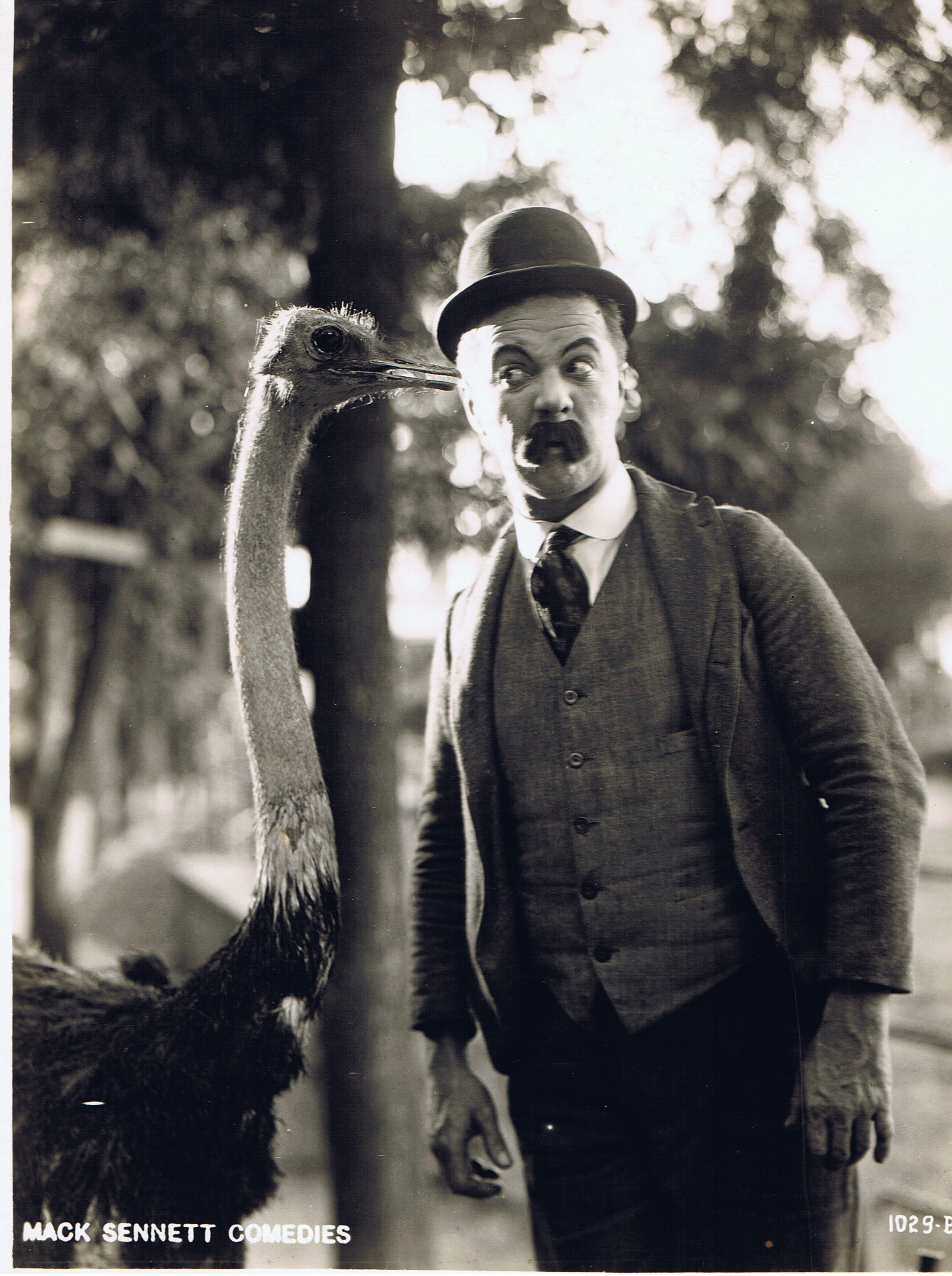
ビリー・ビーヴァン、1920年。

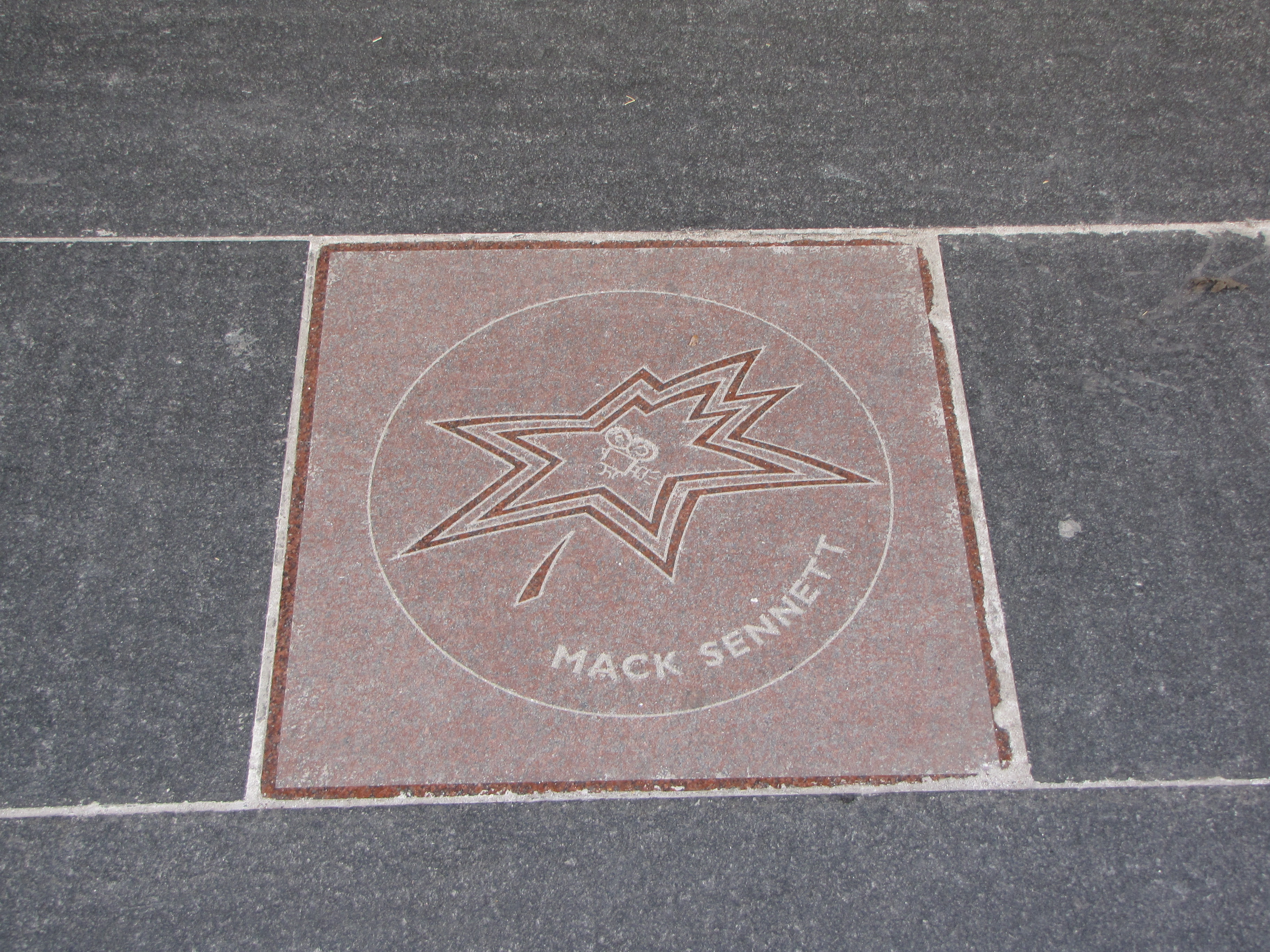
ハリウッド・ウォーク・オブ・フェーム（6712 Hollywood Blvd.）。

- Priscilla and the Umbrella：1911年 - 監督
- The Country Lovers：1911年 - 監督
- Why He Gave Up：1911年 - 監督
- The Flirting Husband：1912年 - 監督
- A Voice from the Deep：1912年 - 監督
- The Water Nymph：1912年 - 監督
- 『妻沢山』：1913年 - 監督[4]
- 『石油王』：1913年 - 監督[5]
- 『玉ころがし競争』：1913年 - 監督[6]
- 『ハネ子の気球乗り』：1913年 - 監督[7]
- 『ハネ子の計略』：1913年 - 監督[8]
- 『はね子とサーチライト』：1913年 - 監督[9]
- 『失敗した鶏』：1913年 - 監督[10]
- 『勝?負?』（別題『速力大王』）：1913年 - 監督[11][12]
- 『居候とんだ赤恥かき候』（別題『木登り』）：1913年 - 監督[13][14]
- 『楽長の威光』：1913年 - 監督[15]
- 『男爵閣下』：1913年 - 監督[16]
- 『細君のへそくり』：1913年 - 監督[17]
- A Bandit：1913年 - 監督
- The Foreman of the Jury：1913年 - 監督
- Murphy's I.O.U.：1913年 - 監督
- A Quiet Little Wedding：1913年 - 監督
- The Riot：1913年 - 監督
- Some Nerve：1913年 - 監督
- Peeping Pete：1913年 - 監督
- When Dreams Come True：1913年 - 監督
- Cruel, Cruel Love：1914年 - 監督
- 『チャップリンの衝突』 The Fatal Mallet：1914年 - 監督
- 『メーベルの身替り運転』 Mabel at the Wheel：1914年 - 監督
- 『タンゴのもつれ』 Tango Tangles：1914年 - 監督
- A Rural Demon：1914年 - 監督
- 『チャップリンの活動狂』 A Film Johnnie：監督ジョージ・ニコルズ、1914年 - プロデューサー・出演
- 『髭のあと』 Those Love Pangs：監督チャールズ・チャップリン、1914年 - プロデューサー
- 『醜女の深情け』 Tillie's Punctured Romance：1914年 - 監督
- Love, Loot and Crash：1915年 - 監督
- 『メーベルの先生』 The Little Teacher：1916年 - 監督・出演
- 『結婚生活』 Married Life：監督アール・C・ケントン、1920年 - プロデューサー
- 『グッドバイ・キッス』 The Good-Bye Kiss：1927年 - 監督
- Girl Crazy：1929年 - 監督
- The Fatal Glass of Beer：1933年 - 監督
- 『恥ずかしがり屋の青年』The Timid Young Man：1935年 - 監督[18]
- 『喜劇の黄金時代』 The Golden Age of Comedy：監督ロバート・ヤングソン、1957年 - アーカイヴ・フッテージ
- 『シネ・ブラボー! 第1部 最初の最初の映画・第2部 スリルと笑いの日々』：監督、1972年 - アーカイヴ・フッテージ

## マック・セネットを題材にした作品
- 『チャーリー』：1992年。リチャード・アッテンボロー監督。マック・セネットはダン・エイクロイドが演じた[19]。
- 『SLAPSTICKS』 - 1993年初演。ケラリーノ・サンドロヴィッチ作[20]。2022年版ではマック・セネットはマギーが演じた[21]。